# الغابة المظلمة
الغابة المظلمة هي رواية خيال علمي من تأليف الكاتب الصيني ليو تسي شين وهي تتمة لرواية مسألة الأجسام الثلاثة.